# Ballade of Liberty: and Other Patriotic Verses
Ballade of Liberty: and Other Patriotic Verses – tomik amerykańskiej poetki Emmy Frances Dawson, opublikowany w 1917. Zbiorek liczy zaledwie 20 stron. Jego znaczenie wynika jednak nie z objętości, ale z kunsztowności zaprezentowanych w nim wierszy. Zawiera tylko trzy utwory, tytułowy Ballade of Liberty, odczytany publicznie w czasie miejskich obchodów Dnia Niepodległości 4 lipca 1899 w San Francisco, The Voice of California, recytowany z okazji California Admission Day (rocznicy przyjęcia Kalifornii do Stanów Zjednoczonych) w 1893 i Old Glory. Wiersze te charakteryzują się skomplikowaną budową wersyfikacyjną. The Voice of California składa się ze strof ośmiowersowych. Ballade of Liberty realizuje model średniowiecznej ballady francuskiej (villonowskiej). Natomiast Old Glory, jak zaznaczono w podtytule, to chant royal, najbardziej rozbudowana odmiana ballady francuskiej, niezwykle trudna w praktycznej realizacji. Pisarz i przyjaciel autorki Ambrose Bierce o chant royal napisał: A magnificent chant royal, a most difficult form of composition. Do literatury angielskiej chant royal wprowadził Edmund Gosse. Wiersz Old Glory ukazał się też osobno w 1918.
Her stately beauty deepens every hour,
Let no rude hand her guardianship disgrace!
Longed for through ages and their perfect flower,
Is there a shadow falling on her face?
The heights of Air are hers, and Earth at base
Where the unfathomed depths of ocean lie.
If she should ever turn from us to fly
How then would all her virtues be extolled!
Americans ! Shall she give smothered cry :
"Is that the Goddess Liberty blindfold?"
(Ballade of Liberty)
W 1883 Emma Frances Dawson dzięki utworowi Old Glory zajęła pierwsze miejsce w ogólnokrajowym konkursie poezji.